# Whittier
Whittier ist eine Stadt im Los Angeles County im US-Bundesstaat Kalifornien. Das U.S. Census Bureau hat bei der Volkszählung 2020 eine Einwohnerzahl von 87.306 ermittelt. Das Stadtgebiet hat eine Größe von 37,9 Quadratkilometern.
Unter den ersten Siedlern waren zahlreiche Quäker. Sie benannten den Ort nach dem Dichter John Greenleaf Whittier, der ebenfalls dieser Glaubensgemeinschaft angehörte. Neben dem Ortsnamen ist Whittier auch ein seltener amerikanischer weiblicher Vorname, dessen Bedeutung soweit unbekannt ist.
In Whittier befindet sich das Whittier College, ein 1887 von den Quäkern gegründetes privates College der Freien Künste mit ca. 1400 Studenten (2006). Zu den Alumni gehört auch der ehemalige Präsident der Vereinigten Staaten Richard Nixon.

## Sehenswürdigkeiten
Das historische Bahnhofsgebäude Southern Pacific Railroad Depot – 1892 erbaut – beherbergt heute ein Eisenbahnmuseum und ein Gemeindezentrum. Im thematisch breit gefächerten Whittier Historical Museum ist die Nachbildung von Nixons erstem Anwaltsbüro zu besichtigen. Das Original befand sich im architektonisch bemerkenswerten Bankgebäude der Stadt, an der Philadelphia Street gelegen. 2003 erfolgte die Wiedereröffnung des Pio Pico State Historic Park nach aufwendiger Restaurierung. Das Gelände diente dem namengebenden früheren Gouverneur Pío de Jesus Pico (1801–1894) als Ranch.

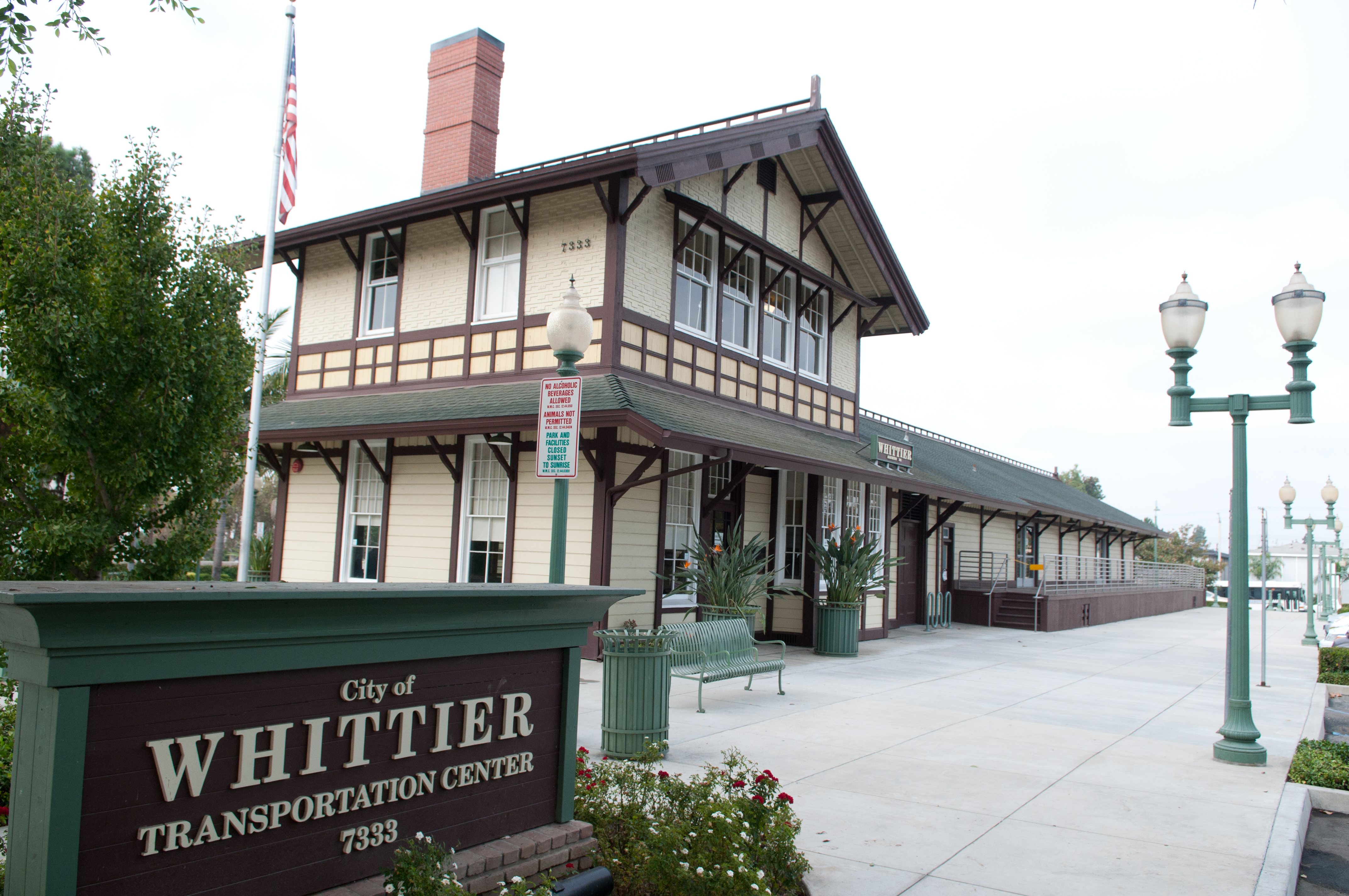
Southern Pacific Railroad Depot
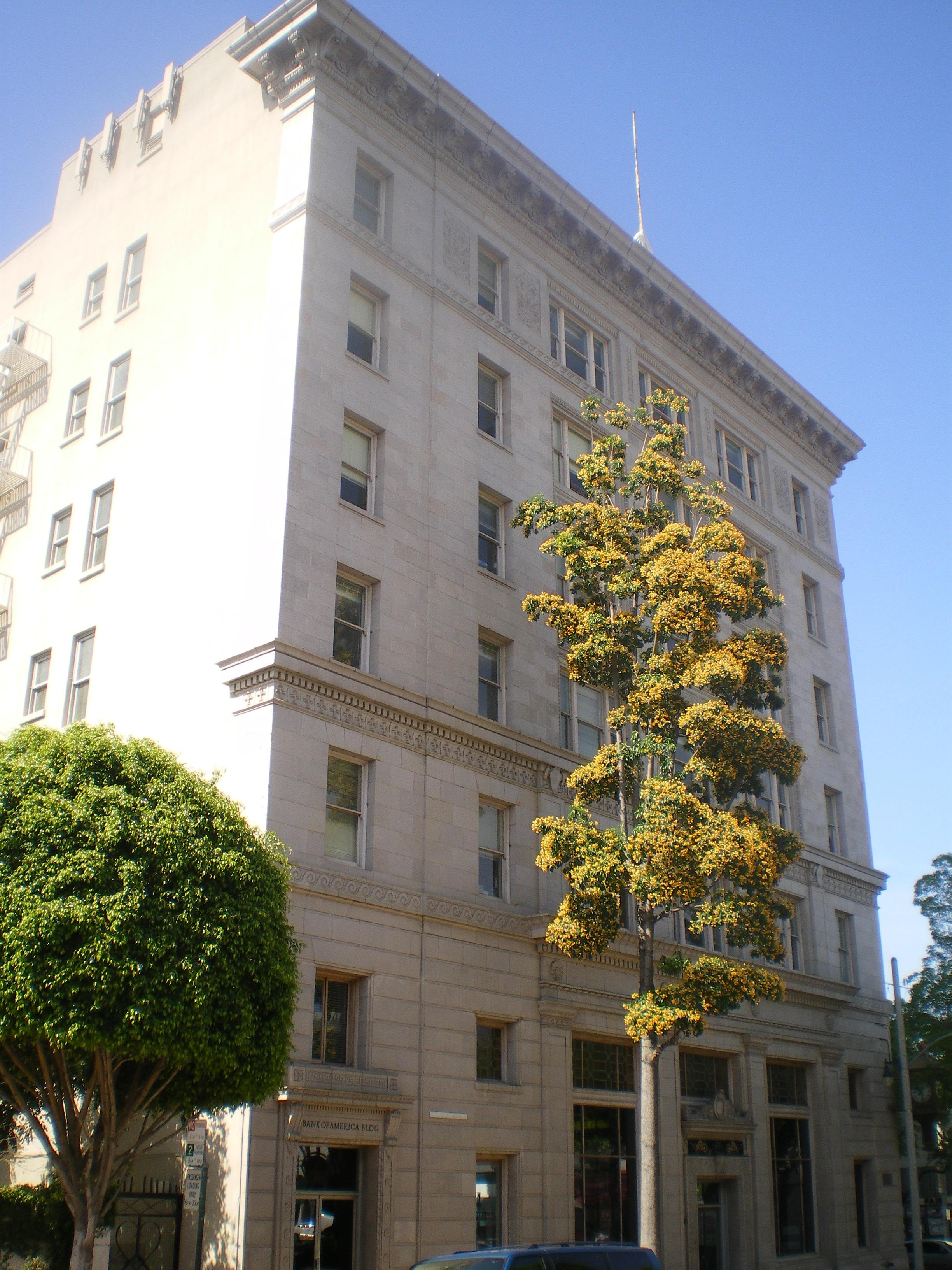
National Bank of Whittier Building
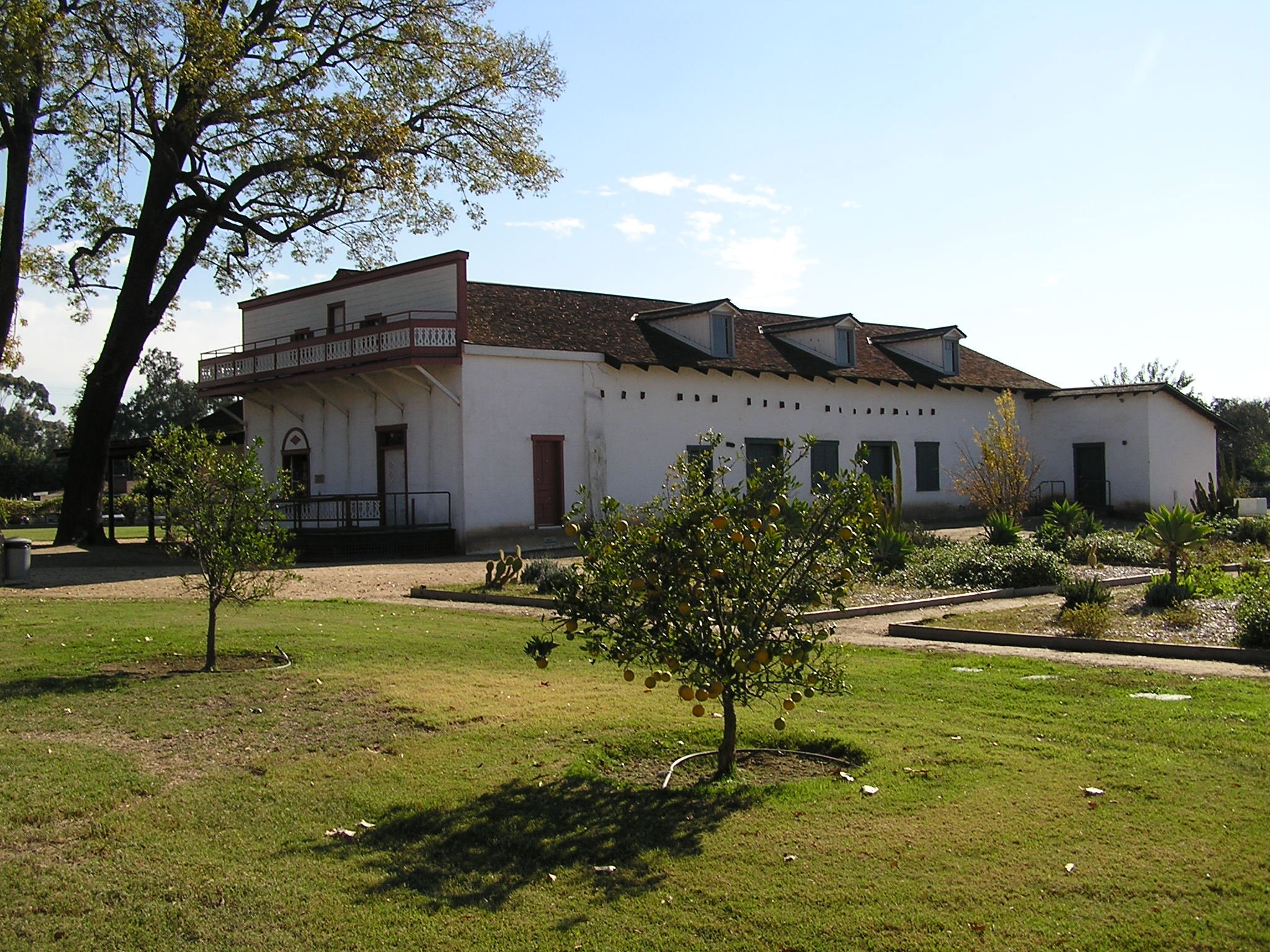
Pio Pico State Historic Park

## Drehort
In Whittier wurden eine Reihe bekannter Spielfilme gedreht, so zum Beispiel
- Zurück in die Zukunft und Zurück in die Zukunft III
- Vater der Braut 2
- Terminator 3: Rise of the Machines
- Blow
- Ali
- Disturbia

## Städtepartnerschaft
Partnerstadt von Whittier ist Changshu in der Volksrepublik China.

## Persönlichkeiten

### Söhne und Töchter der Stadt
- Payton Jordan (1917–2009), Leichtathlet und Leichtathletiktrainer
- John Gay (1924–2017), Drehbuchautor
- Gabriel Green (1924–2001), Fotograf und Ufologe
- Chuck Jordan (1927–2010), Automobildesigner
- Diane Wakoski (* 1937), Dichterin und Hochschullehrerin
- Ron Shelton (* 1945), Drehbuchautor, Regisseur und Filmproduzent
- Tricia Nixon Cox (* 1946), Tochter des 37. Präsidenten der Vereinigten Staaten, Richard Nixon
- Ken Marschall (* 1950), Künstler, bekannt durch seine Titanic-Gemälde
- George Allen (* 1952), Politiker
- Jeff Linsky (* 1952), Jazzgitarrist
- Robert Charles Wilson (* 1953), Science-Fiction-Autor
- Jim Zorn (* 1953), Footballspieler und Trainer
- Jack Babashoff (* 1955), Schwimmer
- Roger Linn (* 1955), Entwickler elektronischer Musikinstrumente
- Shirley Babashoff (* 1957), Schwimmerin
- Tracy Grijalva (* 1959), Heavy-Metal-Gitarrist
- Kathy Hilton (* 1959), Schauspielerin
- Carl Cheffers (* 1960), NFL-Schiedsrichter
- Eric Stoltz (* 1961), Schauspieler und Regisseur
- Matt Block (* 1966), Eishockeyspieler
- Martika (* 1969), eigentlich Marta Marrero, Sängerin und Schauspielerin
- Greg Hancock (* 1970), Speedwayfahrer
- Nomar Garciaparra (* 1973), US-amerikanischer Baseballspieler mexikanischer Herkunft
- Tina Yothers (* 1973), Fernsehschauspielerin und Schriftstellerin
- Ante Razov (* 1974), Fußballspieler
- Fergie (* 1975), eigentlich Stacy Ann Ferguson, Sängerin
- Kim Rhode (* 1979), mehrfache Olympiasiegerin im Schießen
- Jenny Topping (* 1980), Softballspielerin[4]
- Christina Ulloa (* 1982), Schauspielerin
- Matt White (* 1989), Eishockeyspieler
- Kherington Payne (* 1990), Tänzerin und Schauspielerin
- Mitch Callahan (* 1991), Eishockeyspieler
- Danube Hermosillo (* 1992), Schauspielerin
- Taylor Gray (* 1993), Schauspieler
- Morgan Brown (* 1995), US-amerikanisch-philippinische Fußballspielerin
- Brendon Baerg (* 1998), Schauspieler und Synchronsprecher

### Persönlichkeiten mit Bezug zur Stadt
- Edward Curtis (1868–1952), Fotograf
- Richard Nixon (1913–1994), republikanischer Politiker und 37. US-Präsident; wuchs in Whittier auf
- Murry Wilson (1917–1973), Musiker, Komponist und Musikproduzent
- William F. House (1923–2012), Mediziner und Pionier des Cochlea-Implantats; wuchs in Whittier auf
- Wilton Felder (1940–2015), Jazz- und Fusion-Musiker und Komponist; lebte in Whittier
- Roy W. McDiarmid (* 1940), Herpetologe; wuchs in Whittier auf
- Lupe Ontiveros (1942–2012), Schauspielerin; starb in Whittier
- Tom Waits (* 1949), Sänger, Komponist, Schauspieler und Autor; wuchs in Whittier auf
- Mark Kostabi (* 1960), Maler; wuchs in Whittier auf
- Gabriel Iglesias (* 1976), Komiker und Schauspieler; wohnt in Whittier
- Ian Calderon (* 1985), Politiker; wohnt in Whittier

### Musikbands
- Cold War Kids (gegründet 2004), Indie-Rock-Band
- Skeletal Remains (gegründet 2011), Death-Metal-Band